# Stadio Akçaabat Fatih
Lo stadio Akçaabat Fatih (in turco Akçaabat Fatih Stadyumu) è un impianto sportivo polifunzionale di Trebisonda, in Turchia.
Prende il nome dal quartiere cittadino di Akçaabat in cui sorge.
È lo stadio di casa dell'Akçaabat Sebatspor.
Dopo la ristrutturazione del 2003 la capienza è stata portata a 6238 posti a sedere e lo stadio è stato omologato per la Süper Lig.
Il campo è in erba naturale e misura 65 m x 105 m.
Il 20 marzo 2010 ha ospitato la partita di rugby tra Georgia e Russia valevole per il Campionato europeo di rugby 2008-10. L'incontro si giocò eccezionalmente a Trebisonda a causa delle tensioni tra i due paesi dovute alla guerra in Ossezia del Sud.

## Caratteristiche
- Copertura: presente
- posti a sedere: 6238
- Tribuna VIP: ?
- Tribuna stampa: ?
- Capacità totale: 6238
- Parcheggio auto: ?
- Parcheggio autobus: ?